# Tour Heyblot

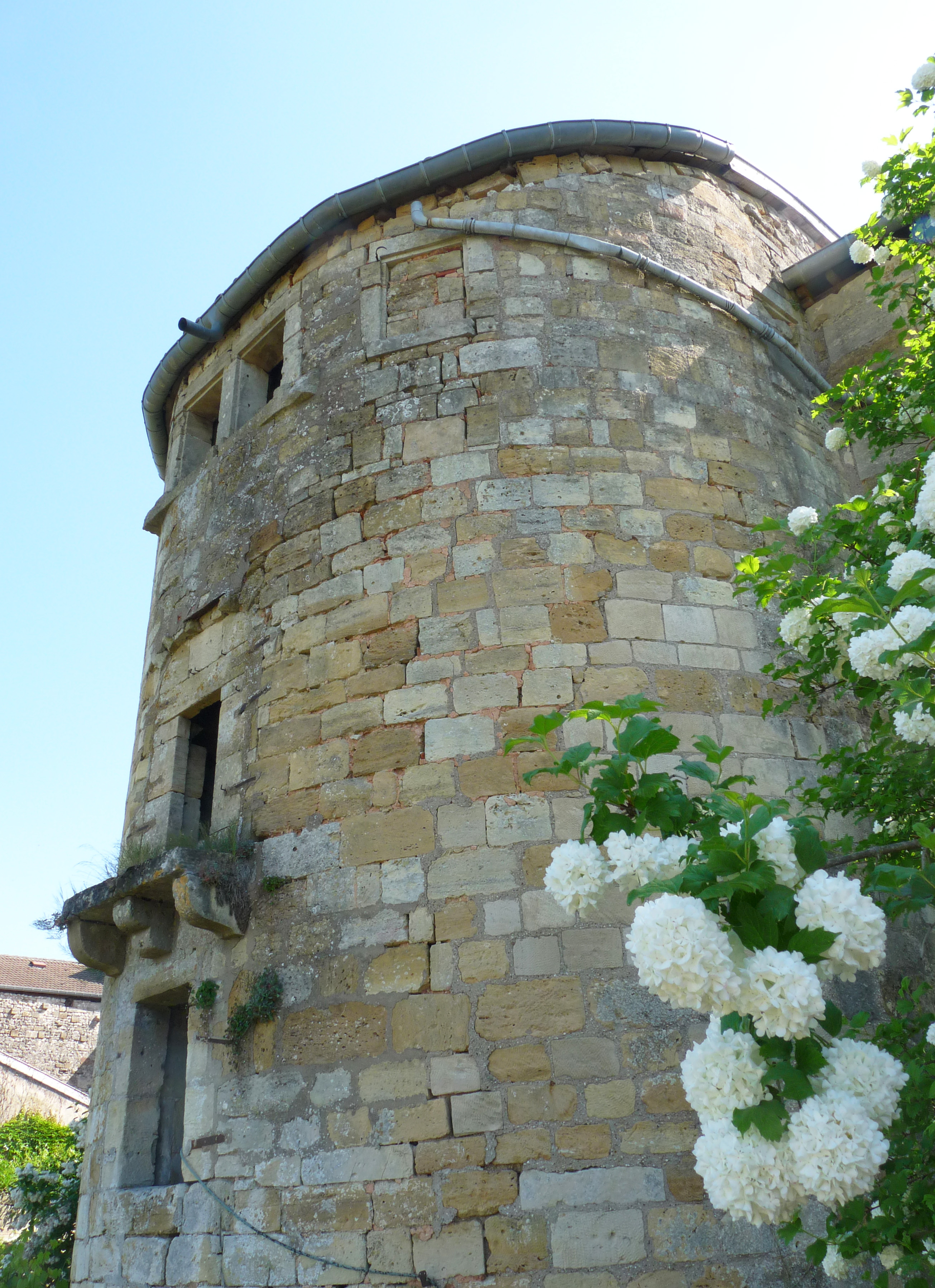
Tour Heyblot in Bar-le-Duc

Der Tour Heyblot in Bar-le-Duc, einer französischen Stadt im Département Meuse in Lothringen, wurde im 13. Jahrhundert als Teil der Stadtbefestigung errichtet. Der Turm an der Rue des Ducs-de-Bar Nr. 37 wurde 1930 als Monument historique in die Liste der Baudenkmäler in Frankreich aufgenommen.
Der halbrunde Turm wurde im 17. Jahrhundert umgebaut. Er befindet sich heute in Privatbesitz.